# Bad Blood (singolo Bastille)
Bad Blood è un singolo del gruppo musicale britannico Bastille, pubblicato il 17 agosto 2012 come secondo estratto dall'album omonimo.

## Video musicale
Il videoclip, diretto da Olivier Groulx, è stato pubblicato il 29 giugno 2012 sul canale YouTube del gruppo.

## Tracce
CD promozionale (Regno Unito)
1. Bad Blood – 3:32
2. Bad Blood (Instrumental) – 3:32

7" (Regno Unito)
- Lato A

1. Bad Blood – 3:32

- Lato B

1. Haunt (Demo) – 2:53

Download digitale
1. Bad Blood – 3:32
2. Haunt (Demo) – 2:53
3. Bad Blood (F*U*G*Z Remix) (feat. F. Stokes & Kenzie May) – 3:41
4. Bad Blood (Melé Remix) – 4:21
5. Bad Blood (Lunice Remix) – 3:53
6. Bad Blood (Video) – 3:47

## Formazione
- Dan Smith – voce, tastiera, pianoforte, programmazione
- Mark Crew – tastiera, programmazione

## Classifiche
| Classifica (2012)                | Posizione massima |
| -------------------------------- | ----------------- |
| Regno Unito                      | 90                |
| Stati Uniti                      | 95                |
| Stati Uniti (alternative)        | 2                 |
| Stati Uniti (heatseekers)        | 24                |
| Stati Uniti (rock & alternative) | 15                |